# Pedro Régis
Pedro Régis là một đô thị thuộc bang Paraíba, Brasil. Đô thị này có diện tích 73,362 km², dân số năm 2007 là 4943 người, mật độ 67,4 người/km².